# Stan Heal
Stan Heal (30 de julho de 1920 - 15 de dezembro de 2010) foi um jogador de futebol australiano nascido na Austrália que atuou durante os anos 1940 e início dos anos 1950.